# カルフィン・フェルドンク
カルフィン・フェルドンク（Calvin Verdonk、1997年4月26日 - ）は、オランダ・ドルトレヒト出身のサッカー選手。NECナイメヘン所属。ポジションはディフェンダー。
兄はK-1選手のダリル・フェルドンク。

## 経歴

### クラブ
フェイエノールトにて育成され、2015年3月8日、NACブレダ戦でトップチームデビューを果たした。
2016-17シーズンはPECズヴォレにレンタルされた。
2017-18シーズンにレンタルしたNECナイメヘンではレギュラーとして活躍し、2018年3月9日のFCフォレンダム戦ではプロ初ゴールも決めている。
2019年8月15日、2019-20シーズンはFCトゥウェンテにレンタルすることが決まった。
2020年9月11日、FCファマリカンに4年契約で移籍。
2021年8月30日、NECナイメヘンにシーズン終了まで再びレンタル。
2022年7月6日、NECが買い取りオプションを行使し、完全移籍。

### 代表
自身はオランダで生まれ育ったが、父親がインドネシアのアチェ州出身であるため、インドネシア代表でのプレーを選択した。
2024年6月4日、インドネシア国籍を取得。同月11日、2026 FIFAワールドカップ・アジア2次予選のフィリピン代表選でインドネシア代表デビューを飾った。